# Walter Gerhardt
Walter Gerhardt (* 18. Oktober 1934 in Düsseldorf) ist ein deutscher Jurist und Hochschullehrer.

## Leben
Walter Gerhardt wurde 1934 in Düsseldorf geboren. Nach der Schulzeit in Braunschweig und Dortmund studierte er in Tübingen, Berlin und Göttingen Rechtswissenschaft und legte 1959 sein Referendarexamen ab. 1962 wurde er an der  Universität Göttingen bei Gerd Rinck mit der Dissertation „Handeln auf eigene Gefahr“ promoviert. Dem Assessorexamen im Jahr 1964 in Düsseldorf folgte, wiederum in Göttingen, die Assistentenzeit bei Wolfram Henckel; nach einer weiteren Monographie über den  Befreiungsanspruch (1966) habilitierte sich Gerhardt im Jahr 1968 mit einer Arbeit über „Die systematische Einordnung der Gläubigeranfechtung“. Im Jahr 1972 folgte Gerhardt dem Ruf auf einen Lehrstuhl für Bürgerliches Recht und Zivilprozessrecht an der Universität Bonn, der er trotz mehrerer Rufe bis zu seiner Emeritierung im Jahr 1999 treu blieb.
Walter Gerhardts wissenschaftliche Interessenschwerpunkte, in denen er zugleich umfangreich publizierte, liegen auf den Gebieten des Bürgerlichen Rechts sowie des Zivilprozess- und Insolvenzrechts. Von 1978 bis 1985 war Gerhardt Mitglied der vom Bundesjustizministerium einberufenen Kommission zur Reform des Insolvenzrechts und Vorsitzender der Arbeitsgruppe Anfechtungsrecht. Er ist Mitherausgeber des von Ernst Jaeger begründeten Großkommentars zur Insolvenzordnung. Im Jahr 2004 wurde Gerhardt aus Anlass seines 70. Geburtstags mit einer Festschrift geehrt.
Gerhardt ist verheiratet und Vater von zwei Kindern. Seit 1955 ist er Mitglied des Corps Franconia Tübingen.